# Луна
Вижте пояснителната страница за други значения на Луна.
Луната е единственият естествен спътник на Земята и петият по размери в Слънчевата система. Българските названия месец и месечина, произлизащи от старобългарското мѣсѧць, днес се използват единствено поетично и в думата полумесец, което е и нейният символ (☾). Средното разстояние между Луната и Земята е 384 403 km. Лунният диаметър е 3476 километра.
Първият космически апарат, кацнал на Луната, е съветският Луна 2 (1959 г.), а първите фотографии на невидимата от Земята страна са направени от Луна 3 през същата година. Първият космически апарат, осъществил успешно меко кацане на лунната повърхност, е Луна 9, а първият, който успешно влиза в орбита около спътника, е Луна 10. През 1969 г., Нийл Армстронг и Едуин Олдрин стават първите хора, стъпили на Луната. След края на програмата Аполо човешкото изследване на спътника е прекратено, въпреки че след това няколко спускаеми и орбитални апарати са пратени до Луната с изследователска цел. Въпреки всичко няколко страни са заявили, че имат планове за изпращане на хора до Луната към 2020 г.

## Название
Римската цивилизация нарича спътника на Земята Луна (на латински: Luna), елинската – Селена (Σελήνη), а египетската – Ях.

## Двете страни на Луната
За Луната е характерно синхронно въртене, поради което само едната ѝ страна (нейната „близка страна“) е видима от Земята: времето, за което Луната прави една обиколка около Земята, е равно на времето, за което се завърта около оста си. Другата страна на Луната („далечната страна“, „обратната страна“) остава винаги скрита за земния наблюдател с изключение на малка част близо до хоризонта вследствие на т.нар. либрация. Далечната страна на Луната е била напълно непозната за човечеството преди космическата ера. Синхронното въртене на Луната е резултат от действието на приливните сили на Земята, които са намалили значително момента на импулса на Луната.
Обратната страна на Луната понякога е наричана погрешно „тъмна страна“. Всъщност тя получава точно толкова количество светлина, колкото и видимата страна, и то точно когато Луната не е видима поради взаимното положение на Земята, Луната и Слънцето. Космическите апарати и кораби се намират в радиосянката на Луната, когато са кацнали на обратната страна на Луната или се намират над нея. Всъщност обратната страна на Луната е най-защитеното от земни радиовълни място в Слънчевата система и към 2005 г. се разработват планове за построяване на радиотелескоп там.
Отличителна черта на обратната страна на Луната е почти пълната липса на лунни „морета“ – базалтови равнини с ниско албедо.
Различни части от Лунната повърхност са осветени в зависимост от взаимното разположение на Земята, Луната и Слънцето, което води до наблюдаването на лунни фази от земната повърхност. Границата между осветената и неосветената част на Луната се нарича слънчев терминатор.

## Орбита
Луната извършва една пълна обиколка по орбитата си за 29,5 дни. За един час Луната се придвижва на фона на звездите на около 0,5° или един неин видим диаметър. Специфичност за наклона на лунната орбита е, че той е по-близък до този на еклиптиката, отколкото до наклона на земната екваториална плоскост, за разлика от повечето останали естествени спътници.
За повече подробности относно взаимното движение на Земята и Луната виж звезден месец и синодичен месец.
Гравитационното привличане, което Луната оказва върху Земята, е причина за океанските приливи и отливи. Те са в синхрон с положението на Луната спрямо Земята. На практика обаче проблемът се усложнява от ексцентричността на лунната орбита. Когато Луната е близо до перигей, то нейното въртене „изостава“ от орбиталната ѝ скорост и това позволява да се наблюдават допълнителни 8° дължина в източната ѝ част. Обратно, когато Луната е близо до апогей, то въртенето ѝ „изпреварва“ орбиталната ѝ скорост и допълнителни 8° в западната ѝ част са видими. Този ефект се нарича надлъжна либрация.
Приливните максимуми върху повърхността на Земята, причинени от лунната гравитация, изостават от видимата позиция на Луната поради инерцията на океанската вода и триенето ѝ по океанското дъно и плитчини като устията на реките. В резултат на това част от момента на земното въртене постепенно се прехвърля върху лунния орбитален момент, като всяка година Луната се отдалечава средно с 38 mm от Земята. В същото време въртенето на Земята се забавя; земният ден се удължава с 15 µs всяка година.
Гледана от Земята в продължение на една пълна орбита, Луната изглежда сякаш осцилира нагоре-надолу (подобно на човек, кимащ отрицателно), понеже лунната орбита не е успоредна на земния екватор. Този ефект се нарича напречна либрация и позволява да се наблюдават допълнително около 7° ширина в областите на лунните полюси.
И най-накрая, понеже Луната е само на около 60 земни радиуса разстояние, наблюдател на земния екватор в продължение на една нощ (12 часа) ще се придвижи странично на разстояние един земен диаметър спрямо Луната. Тази дневна либрация позволява да се наблюдава около един градус дължина в областта на лунните тропици.
При своето движение в Слънчевата система Земята и Луната обикалят около общия си барицентър (или общ център на масата), който се намира на около 4700 km от центъра на Земята (на дълбочина около 1650 km) в посока към Луната. В резултат на това движението на Земята по орбитата ѝ е ексцентрично.
Любопитен е фактът, че инклинацията на лунната орбита и наклонът на оста ѝ обикновено се посочват като „често изменящи се“. В тази връзка трябва да се добави, че инклинацията на лунната орбита се измерва спрямо екваториалната плоскост на Земята, а наклонът на оста на въртене се измерва спрямо нормалата на орбиталната плоскост на Луната. За повечето естествени спътници, но не и за Луната, тези параметри са стабилни.
Земята и Луната формират двойна планета: тяхното движение е доминирано от слънчевата гравитация. Равнината на лунната орбита се намира под ъгъл 5,145396° спрямо еклиптиката (орбиталната равнина на Земята) и под ъгъл 1,5424° спрямо нормалата на същата равнина. Лунната орбита извършва бърза прецесия (точките ѝ на пресичане с еклиптиката се завъртат по посока на часовниковата стрелка) с период от 6793,5 дни (18,5996 години) заради гравитационното влияние на земната екваториална издутина, породена от въртенето на Земята. През този период инклинацията на лунната равнина спрямо равнината на земния екватор варира между 23,45°+5,15°=28,60° и 23,45°-5,15°=18,30°, докато в същото време запазва наклона си от 23,45° спрямо еклиптиката. Същевременно наклонът на оста на въртене на Луната спрямо нейната орбитална плоскост се изменя от 5,15°+1,54°=6,69° до 5,15°-1,54°=3,60°. Наклонът на земната ос на въртене от своя страна реагира на това изменение, като се отклонява на 0,00256° спрямо средната си стойност – ефект, наречен нутация.
Точките на пресичане между равнината на лунната орбита и еклиптиката се наричат лунни възли. Северният (или възходящ) възел е мястото, където лунната орбита излиза „на север“ от (или над) еклиптиката, докато южният (или низходящ) възел е мястото, където лунната орбита излиза „на юг“ от (или под) еклиптиката. Слънчево затъмнение се наблюдава, когато северният или южният възел на лунната орбита съвпадне с новолуние. Лунно затъмнение от друга страна се наблюдава, когато северният или южен възел съвпадне с пълнолуние.

## Магмена течност под повърхността на Луната
Учените от НАСА и университета в Аризона са анализирали нови данни от мисията на НАСА - GRAIL (Gravity Recovery and Interior Laboratory). Апарата Lunar Reconnaissance Orbiter е събрал гравитационна информация и е направил наблюдения на Луната. За първи път изследователите са измерили месечните и годишните приливни движения на Луната.  Изследванията  установяват наличието на слой от нисковискозна "течност". Тя се намира между здравата мантия и металното ядро на Луната. Този слой се издига и спада под повърхността на Луната, подобно на приливите на Земята. Учените свързват това явление с гравитационните сили на Слънцето и Земята, пише Futurism. Според изследването
"Както Луната предизвиква приливи на Земята, така Земята и Слънцето създават приливи на Луната" . Това е първото измерване на гравитационните промени на Луната, причинени от приливите. Спопред ученитет от НАСАтези данни могат да бъдат обяснени само с наличието на по-дълбок слой от "частично разтопена" скала под мантията на Луната, състояща се от магнезиево-железни силикатни минерали.
| Име                       | Стойност (дни) | Определение                                                                |
| ------------------------- | -------------- | -------------------------------------------------------------------------- |
| сидеричен (звезден) месец | 27,321661      | спрямо далечни звезди                                                      |
| синодичен месец           | 29,530588      | спрямо Слънцето (12,368 цикъла на тропическа (Юлианска) година)            |
| тропически месец          | 27,321582      | спрямо пролетното равноденствие (прецесия с период от около 26 000 години) |
| аномалистичен месец       | 27,554550      | спрямо перигея (прецесия с период от 3232,6 дни или 8,8504 години)         |
| драконов (възлов) месец   | 27,212220      | спрямо възходящия възел (прецесия с период от 6793,5 дни (18,5996 години)  |

| Име                                                     | Стойност            | Определение                  |
| ------------------------------------------------------- | ------------------- | ---------------------------- |
| Метоничен цикъл                                         | 19 години           | Повтаряне на същата фаза/ден |
| Средно разстояние до Земята                             | ~384 403 km         |                              |
| Перигей                                                 | ~364 397 km         |                              |
| Апогей                                                  | ~406 731 km         |                              |
| Средна ексцентричност                                   | 0,0549003 = 3°8'44" |                              |
| Период на прецесия на орбиталните възли                 | 18,61 години        |                              |
| Период на апсидата                                      | 8,85 години         |                              |
| Период на възлов преход                                 | 346,6 дни           |                              |
| Цикъл на Сарос                                          | 18 години 10/11 дни | Повторение на затъмненията   |
| Среден наклон на орбитата към еклиптиката               | 5°9'                |                              |
| Среден наклон на екваториалната равнина към еклиптиката | 1°32'               |                              |

## Произход
Няколко хипотези са предложени за това как се е формирал естественият спътник на Земята. Смята се, че това е станало преди около 4,527 ± 0,010 млрд. години, около 30 до 50 млн. години след формирането на Слънчевата система.
Наклонът на лунната орбита към еклиптиката почти изключва възможността Луната да се е формирала заедно със Земята или да е била привлечена в земна орбита по-късно.
Една хипотеза за произхода на Луната е, че тя се е откъснала от земната кора поради центробежните сили, породени от въртенето на Земята (то би трябвало да е много по-бързо спрямо общоприетите съвременни схващания), оставяйки океански басейн на повърхността на нашата планета като белег.
Друга хипотеза предлага обяснение на произхода на Луната чрез съвместното ѝ зараждане със Земята от първичния диск в Слънчевата система. По този начин обаче не може да се обясни диспропорционално малкото количество желязо на Луната.
Теорията, която намира най-широк прием, е Теорията на гигантския сблъсък, според която Луната се е зародила вследствие на сблъсъка между младата полуразтопена Земя и протопланета, голяма приблизително колкото Марс, спекулативно наречена Тея. Тази хипотеза също така обяснява защо Луната е бедна на желязо и летливи елементи.
Геологическите епохи на Луната са определени от датирането на различни значими събития и сблъсъци в нейната история.
Приливните сили на Земята са деформирали Луната, когато тя е била все още разтопена във формата на елипсоид, чиято главна ос сочи към Земята.

## Физически характеристики

### Състав
Преди повече от 4,5 милиарда години повърхността на Луната е била покрита с океан от разтопена магма. Учените са на мнение, че комбинацията от калий, редкоземни елементи и фосфор е свидетелство за този разтопен океан. Тези елементи са се запазили на повърхността на разтопения океан, защото не са намерили място в кристалната структура на заобикалящите ги елементи и съединения. По концентрацията на калия, редкоземните елементи и фосфора може да се съди за вулканичната активност, както и за честотата на сблъсъци с комети и астероиди.
Лунната кора е съставена от множество елементи, между които уран, торий, калий, кислород, силиций, магнезий, желязо, титан, калций, алуминий и водород. Някои елементи като урана и тория са радиоактивни, но под въздействието на космическите лъчи се отделя допълнително количество радиация като гама лъчение. Счита се, че като цяло химичният състав на Луната е сходен с този на Земята, като се изключат летливите елементи и желязото.

### Повърхност
Луната е покрита с десетки хиляди кратери с диаметър, по-голям от 1 километър. Повечето са на стотици милиони години и са отлично запазени поради липсата на атмосфера или геологична активност на лунната повърхност.
Най-големият кратер на Луната, който също е и най-голям в Слънчевата система, образува басейна Южен полюс-Ейткън. Този кратер е на обратната страна на Луната, близо до Южния полюс. Диаметърът му е около 2240 km, а дълбочината – 13 km.
Тъмните и безотличителни лунни равнини се наричат лунни морета поради факта, че древните астрономи са вярвали, че те са истински водни басейни. Всъщност това са огромни полета от застинала базалтова лава, която се е формирала вследствие на удари от астероиди. Най-светлите места от повърхността са наречени „тери“ (от латинското име тера – 'земя') или още континенти. Моретата на лунната повърхност се намират почти изцяло на видимата страна на Луната, докато обратната страна съдържа много малко количество. Учените считат че тази асиметрия е причината центъра на масата на Луната да е изместен спрямо нейния геометричен център.
Непосредствено на повърхността на Луната е разположен слой от прах, наречен реголит, който както лунната кора е неравномерно разпределен върху повърхността. Кората е дебела от 60 km на близката страна до 100 km на обратната страна. Реголитът варира от 3 до 5 метра в моретата и от 10 до 20 метра в терите.
През 2004 г. научен екип, воден от Бен Бюси от университета „Джонс Хопкинс“, използвайки снимки, направени от лунния апарат Клементин, установява, че четири планински региони на ръба на широкия 73 километра кратер Пери на лунния северен полюс са постоянно осветени от Слънцето в продължение на едно пълно лунно денонощие. Тези региони, наречени Върхове на вечната светлина, са възможни поради факта, че наклонът на лунната ос е много близък до нула – факт, който също така позволява дъното на някои кратери да остане постоянно в сянка за едно пълно лунно денонощие. Такива региони обаче отсъстват на по-малко планинския южен полюс, въпреки че ръбът на кратера Шакелтон е осветен на 80% от лунното денонощие.

### Сведения   за почвата в отдалечения край на Луната
Нови сведения показват, че Луната има различен тип почва спрямо  обърнатата към Земята ѝ страна, съобщават ДПА и Синхуа, позовавайки се на доклад на китайски изследователи.   Пробите от обратната страна на Луната, донесени от мисията "Чанъе-6", са с много по-ниска плътност от тези от предишната мисия "Чанъе-5" Според експертите пробата съдържа различни видове скали, включително базалт, който се среща локално на Луната и предоставя доказателства за вулканичната ѝ история. Разглеждайки химическия състав, изследователите са открили някои различия в пробите от обърнатата към Земята страна на Луната. Скала, взета от обратната страна на естествения ни спътник, е  богата на алуминиев оксид (14 процента) и калциев оксид (12 процента).  От друга страна, делът на железния оксид е по-нисък, отколкото на обърнатата към Земята  страна на Луната. Микроелементи като калий и редки почви също присъстват в значително по-ниски концентрации в пробата. Също така Луната има по-малко торий (радиоактивен елемент) в отдалечената от Земята част.

### Наличие на вода
Луната, особено непосредствено след зараждането на Слънчевата система, е била бомбардирана от много комети и метеорити. Много от тези обекти са богати на вода. Слънчевата енергия разгражда водните молекули на атомен водород и кислород, които напускат Луната и отлитат в междупланетното пространство. Според една хипотеза обаче, известно количество вода се съдържа в лунната кора.
Според измервания, направени от апарата Клементин, замръзнала вода се съдържа в някои от лунните кратери, които са постоянно в сянка. Апаратът е картографирал кратерите на южния полюс на Луната и с помощта на компютърни симулации се стига до предположението, че около 14 000 km2 може да са в постоянна сянка.
Счита се, че общото количество вода на Луната е от порядъка на 1 km³ (вж. () за повече информация). Водата може да се използва в бъдещите пилотирани мисии до Луната за питейни нужди, за получаване на кислород и за гориво за космически апарати (след разграждане до водород и кислород, използвайки слънчева или атомна енергия).
Лунните скали, събрани от мисиите Аполо на НАСА от предимно екваториални ширини, не показват съдържание на вода. Мисията Лунар Проспектър обаче установи наличие на водород в някои сенчести лунни кратери на северния полюс, което може да се обясни с наличието на вода.
През юли 2008 г. са отрити малки количества вода във вътрешността на вулканичните перли от Луната (донесени на Земята от мисията Аполо 15).

### Магнитно поле
Лунното магнитно поле е много слабо спрямо магнитното поле на Земята. Докато една част от лунния магнетизъм се обяснява с повърхностно намагнетизиране (като например участъка от лунната кора, наречен Rima Sirsalis), то сблъсъци с други тела като астероиди и комети е възможно също да са повлияли върху формирането му. Съществува хипотеза, че част от магнитното поле на Луната се формира от циркулацията на разтопено желязо, както е на Земята, но за да се докаже или отхвърли такова предположение са необходими допълнителни изследвания на лунното ядро.

### Атмосфера
Луната има незначителна атмосфера, съставена от газове като радон, които са продукт на радиоактивния разпад на елементи в лунната кора, както и частици от слънчевия вятър, задържани за кратко време от лунната гравитация.
Атмосферата ѝ е толкова незначителна, че се равнява на тегло 104 kg. При това малко тегло повърхностното налягане е 3 × 10 atm-15.

## Затъмнения
Чисто съвпадение е, че лунният ъглов диаметър е практически равен на слънчевия (при наблюдения от земната повърхност). Този факт прави пълните слънчеви затъмнения възможни. При пълно слънчево затъмнение Луната изцяло скрива образа на Слънцето и прави слънчевата корона удобна за наблюдение дори с невъоръжено око.
Ъгловият диаметър на Луната бавно намалява, тъй като разстоянието между Луната и Земята се увеличава с около 4 cm годишно. Така в далечното бъдеще ще се наблюдават само частични затъмнения.
Пълно слънчево затъмнение е възможно само по време на новолуние. Пълно лунно затъмнение може да настъпи само по време на пълнолуние.
Пълното лунно затъмнение на 20 февруари 2008 г. е било видимо от Южна Америка, по-голямата част от Северна Америка, както и Западна Европа, Африка и Западна Азия (на 21 февруари).
Слънчево затъмнение е наблюдавано на 11 септември 2007 г., видимо от най-южните части на Южна Америка и от Антарктида. Следващото пълно слънчево затъмнение е на 1 август 2008 г. и е видимо първоначално от Северна Канада, а след това от Русия и Китай.

## Наблюдение на Луната
Луната и Слънцето изглеждат по-големи, когато са близо до хоризонта. Това е чисто психологически ефект (вж. лунна илюзия). Ъгловият диаметър на Луната, гледан от Земята, е около 0,5°.
Разнообразни светли и тъмни части от лунната повърхност създават форми, отъждествявани от различните земни култури с различни хора и животни. Лунните кратери и планински вериги са също характерни черти.
При пълнолуние и перигей Луната има видима яркост, равна на около −12,6. За сравнение, слънчевата яркост е около −26,8.
Луната е най-добре видима през нощта, но често може да се наблюдава и през деня.
Небесната височина на Луната варира в същите граници като Слънчевата и зависи от земните сезони и лунната фаза. Например през зимата в северното полукълбо Луната е най-високо над хоризонта при пълнолуние.

## Изследване на Луната
Японската сонда Кагуя открива отвор на повърхността на Луната, разположен недалеч от вулканичното плато Хълмове на Мариус. Предполага се, че той води в тунел под повърхността. Входът на тунела се намира в района на вулканично плато, получило името Хълмовете на Мариус. Диаметърът на отверстието е около 65 m, като според оценките на учените тунелът продължава поне на 80 m под лунната повърхност, а широчината му достига до 370 m.
Астрономите винаги са предполагали, че Луната е набраздена от дълги, извиващи се под повърхността тунели, породени от отдавнашна вулканична активност и подобни на лавовите тръби на Земята. Те се формират когато горният слой от втечнения скален материал изстине по-бързо, а лавата във вътрешността се оттече, оставяйки след себе си скална кухина с различна дължина и форма.
За съществуването на подобни тунели подсказваха извиващи се подобно на вени бразди на лунната повърхност, но японската сонда даде първото доказателство за кухина във вътрешността на подобна бразда.
Теоретично подобни тунели могат да служат като убежище за бъдещите лунни заселници от Земята. „Покривът“ на тунела би ги защитил от слънчевата радиация, а във вътрешността за хората би било по-лесно да поддържат постоянна температура на средата.
Остава неясно обаче колко са дълги подземните тунели, като съществува голяма вероятност самите кухини и свързващите ги проходи да са блокирани от участъци с втвърдена лава.
Въпреки че скорошната поява на лунна база е в сферата на мъгливите очаквания заради липсата на достатъчно средства, перспективите за в бъдеще се увеличават, след като на повърхността на Луната бяха открити молекули вода.
Първата крачка в изследването на Луната е направена след изобретяването на телескопа. Галилео Галилей използва този инструмент, за да наблюдава кратери и планини върху лунната повърхност.
Първият космически апарат, достигнал до лунната повърхност, е съветската сонда Луна 2, която се разбива на лунната повърхност на 14 септември 1959 г. в 21:02:24 по Гринуич. Обратната страна на Луната за първи път е наблюдавана от Луна 3. Луна 9 е първата сонда, осъществила меко кацане и предала снимки от повърхността на 3 февруари 1966 г. Първият изкуствен спътник на Луната е Луна 10. Той е изстрелян на 31 март 1966 г. На Земята са върнати проби от три съветски мисии (Луна 16, Луна 20 и Луна 24).
Човек стъпва за първи път на лунната повърхност на 20 юли 1969. Някои считат тази дата за кулминацията на космическата надпревара между САЩ и СССР. Първият астронавт, стъпил на Луната, е Нийл Армстронг – командир на американската мисия Аполо 11. Последният човек на Луната е Юджийн Сернан, участващ в Аполо 17 през декември 1972 г.
Екипажът на Аполо 11 оставя плоча от неръждаема стомана с размери приблизително 23 на 18 cm по случай първото посещение на човека и също така съдържащо обща информация за мисията. Съобщението гласи:
Тук хората от планетата Земя за първи път стъпиха на Луната, юли 1969 след Христа.
Ние дойдохме с мир от цялото човечество.
Плочата изобразява двете страни на Земята и е подписана от тримата астронавти и тогавашния президент на САЩ Ричард Никсън.
Образци от лунни скали са донесени от шест пилотирани мисии на Аполо (11, 12, 14, 15, 16 и 17), както и три мисии на автоматичните сонди Луна (16, 20 и 24).
През февруари 2004 г. президентът на САЩ Джордж У. Буш призова за план за осъществяване на нови пилотирани мисии до Луната до края на 2020 г.
Европейската космическа агенция (ЕКА) и Китай също така имат планове да изследват Луната в близкото бъдеще. Апаратът на ЕКА SMART-1 е изстрелян на 27 септември 2003 г. и влиза в лунна орбита на 15 ноември 2004. Той изследва лунната среда и създава рентгенова карта на Луната.

. На 3 септември 2006 г. сондата приключва успешно мисията си, като се разбива на повърхността на Луната. При сблъсъка, в района на „Езерото на превъзходството“, се образува облак от прах и отломки, който позволява изследване на геологичния състав на района с телескоп.
Китай е оповестил амбициозен план за изследване на Луната и разработва планове за добив на хелий-3, който е изходен материал за получаване на термоядрена енергия.
Япония и Индия също са заявили желание да се включат в изследването на Луната. Япония дори планира създаването на обитаема лунна база.
На 14 септември 2007 г. ДЖАКСА изстрелва Кагуя (познат и като SELENE) – лунен орбитър, оборудван с HD камера и два малки спътника. Очаква се мисията да е с продължителност от една година.

## Човекът и Луната

### Луната в митологията
В древногръцката митология Луната е била отъждествявана с богинята Селена (вижте също: Луна (митология) и Влияние на лунните фази).
В традиционния български фолклор Луната (Месецът) е персонализирана и смятана за по-малък брат на Слънцето, близък с тяхната сестра – звездата Вечерница. Редица обреди изразяват страхопочитание и уважение към Месеца, който свети през нощта – време, в което са активни различни злонамерени сили.

### Научни схващания
През Средновековието и преди изобретяването на телескопа е било популярно схващането, че Луната е „идеално гладка“ сфера.
През 1609 Галилео Галилей прави една от първите рисунки през телескоп на Луната за книгата си Sidereus Nuncius и също така отбелязва, че тя не е гладка, а има множество кратери. По-късно през 17 век Джовани Батиста Ричиоли и Франческо Мария Грималди рисуват карта на Луната и дават имена на кратерите, от които много се използват и до днес.
Вероятността на Луната да има растения или разумни същества е допускана от астрономите до приблизително началото на 19 век.
През 1835 г. Голямата лунна измама подвежда много хора да повярват, че на повърхността на Луната има екзотични животни. Почти по същото време обаче (през 1834 – 1836 г.) Вилхелм Беер и Йохан Хайнрих Мадлер публикуват техния четиритомен Mappa Selenographica и книгата Der Mond през 1837 г., които затвърждават извода, че на Луната няма нито океани, нито атмосфера.
След това настъпва период на спекулации относно това дали повърхността на Луната търпи изменения. Някои наблюдатели твърдят, че малки кратери се появяват и изчезват, но към началото на 20 век е потвърдено, че това е зрителна измама, причинена от различна степен на осветяване или неадекватни предишни рисунки на повърхността.
Обратната страна на Луната е напълно невидима за човечеството преди мисията Луна 3 и е картографирана в детайли от мисията Лунар орбитър през 1960-те години.
През 2007 г. Кен Джонстън, бивш ръководител на фотослужбата на лунната лаборатория на НАСА, публикува книга, озаглавена „Тъмната мисия – тайната история на НАСА“. В нея той показва снимки на лунната повърхност, които според него показват артефакти от разумна дейност, несвързана с мисиите на НАСА.

### Луната в научнофантастичната литература и киното
- „От Земята до Луната“ (De la terre a la lune) 1865 г. – Жул Верн
- „Ян Бибиян на Луната“ (1934) – Елин Пелин
- „Лунен прах“ (A Fall of Moondust) 1961 г. – Артър Кларк
- „Лунен пътешественик“ (Moonwalker) 1988 г. – Майкъл Джаксън

### Луната в музиката
- „Тъмната страна на Луната“ (Dark Side of the Moon) 1973 г. Пинк Флойд
- „Луната спи“ (Нети)

## Законово положение на Луната
Въпреки че по повърхността на Луната са разпръсквани метални емблеми на СССР от руските космически апарати (започвайки с Луна 2 през 1959 г.), а американските астронавти и апарата Чанъе-5 забиват символично флаговете на САЩ и Китай в лунната почва, Луната е ничия собственост. Русия и САЩ са страни по Договора за използване на космическото пространство от 1967 година, който поставя Луната под същата юрисдикция, както е и откритото море (res communis). Този договор ограничава използването на Луната само за мирни цели, изрично забранявайки изграждането на военни съоръжения и разполагането на оръжия за масово поразяване (включително и ядрено оръжие) на нейната повърхност.
Друг договор, т.нар. Лунен договор, е предложен, за да ограничи използването на лунните ресурси само от една нация, но дотогава не е подписан от нито една от страните, способни на полети в космоса (виж Списък на космически агенции). Няколко лица са изказвали претенции за собственост върху Луната като цяло или само на отделни части от нея, но твърденията им не се считат за основателни.